# 神出元一
神出 元一（じんで げんいち、1951年12月26日 - ）は、日本の実業家。全国農業協同組合連合会代表理事理事長を務めた。

## 人物・経歴
大分県宇佐市院内町生まれ。大分県立四日市高等学校（現大分県立宇佐高等学校）を経て、1975年熊本大学法文学部法学科卒業、全国農業協同組合連合会入会。2001年本所事業改革推進部次長。2002年本所事業改革推進部長。2003年本所事業改革・システム推進部長。2005年常務理事に昇格。2011年から代表理事専務を務め、小泉進次郎自由民主党政務調査会農林部会長との間で農業改革の交渉にあたるなどした。2017年からは代表理事理事長を務め、自由民主党が推し進めた農協改革への対応として、肥料価格引き下げなどを行った。2019年任期満了退任。